# Szabadszentkirály
Szabadszentkirály is een plaats (község) en gemeente in het Hongaarse comitaat Baranya. Szabadszentkirály telt 784 inwoners (2001).